# Brume de sable

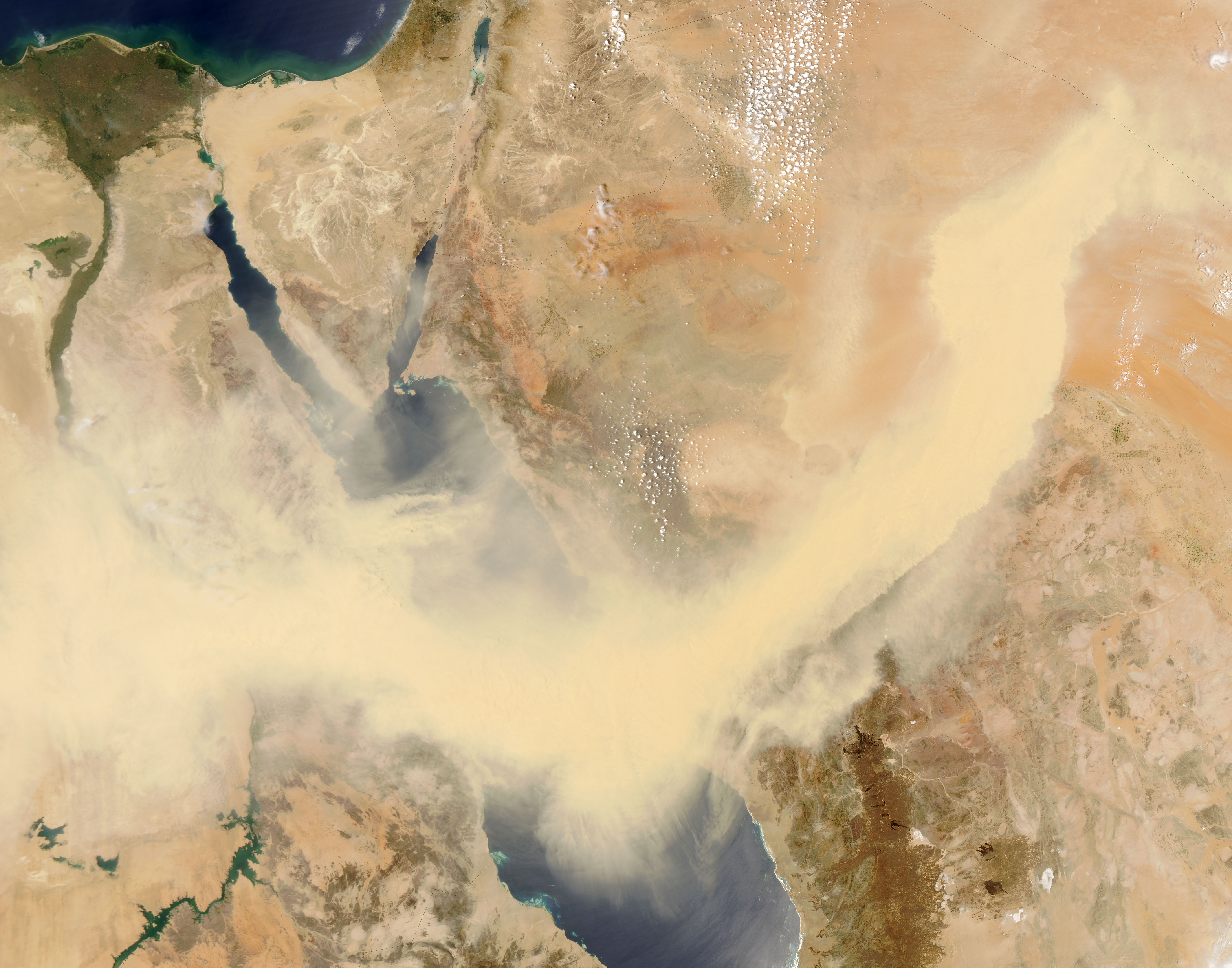
Exemple d'un nuage de sable formé au-dessus de la mer Rouge (ici en 2005), source de brume de sable.

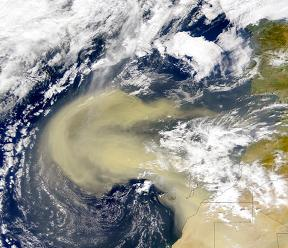
Photo satellite du nuage de sable et de poussières soulevés par une tempête saharienne observé le 26 février 2000 par SeaWiFS, qui formera une brume de sable au dessus de l’Amazonie (à partir du 4 mars 2000).

Une brume de sable est une forme particulière de « brume de poussière » et de « lithométéore ». Ce phénomène météorologique suit une tempête de sable (ou un envol local ou à grande échelle de particules siliceuses ou d'autres minéraux). Des particules fines plus ou moins siliceuses (parfois rougeâtres si le sable est riche en oxydes de fer), stagnent alors dans l'air, opacifient l'atmosphère en lui donnant un aspect opalescent jaunâtre, brunâtre ou rougeâtre, voire bleuté, persistant éventuellement plusieurs jours ou semaines si les conditions anticycloniques persistent. Certaines brumes de sable s'étendent sur plusieurs millions de kilomètres carrés. A la différence de la brume sèche, elle est source d'un léger dépôt au sol. Quand cette brume est très épaisse, le soleil apparait à midi comme un disque rouge.
C'est l'une des formes de la brume sèche (brumes particulaires, par opposition aux brouillards qui sont des brumes humides, dues à des micro-gouttelettes d'eau en suspension dans l'air). En Europe et Amérique centrale ce sable vient le plus souvent du désert du Sahara.  
C'est un phénomène relativement courants sur Terre, notamment en Amérique centrale et dans les Caraïbes et les Antilles où le sable en suspension provient alors du Sahara en Afrique,,,.
Ce phénomène a varié dans le temps au gré des épisodes de désertification et de reverdissement du Sahara et du moyen-Orient ou du désert de Gobi en Mongolie, du désert du Taklamakan en Chine occidentale, du désert du Thar en Inde, ainsi que d'autres régions arides et semi-désertiques. 
Depuis 8000 ans, les activités humaines ont aggravé le risques d’occurrence et la durée des brumes de sable, à cause des phénomènes d’érosion et de salinisation induites par la déforestation, l'usage du feu, la destruction de nombreuses zones humides et la surexploitation des ressources en eaux superficielles et l'agriculture intensive basée sur le labour. 
Des brumes de sable et des brumes de poussière sont fréquentes en Afrique du nord, au Moyen-Orient et en Asie centrale et de l'est. 

Plus à l'ouest, des brumes de sable se produisent aussi de une à plusieurs fois par an dans les Antilles, sur l'Océan atlantique et en Europe.

## Éléments de vocabulaire ou de définition
Divers auteurs ont parlé autrefois aussi de brumes sèches, de brumes de chaleur, de buée de chaleur, ou encore de brouillard de chaleur souvent sans être très précis dans la description du phénomène qu'ils évoquaient.
On parle de tempête de sable ou de tempête de poussière pour désigner la source du phénomène, et plutôt de brumes de sable ou de brume sèches pour le phénomène lui-même pour désigner le phénomène atmosphérique en aval, et de brume de poussières (quand elle est suivie d'un dépôts de poussières au sol). 
Les particules de sable aéroportées sont parfois qualifiées de lithométéores.

## Histoire
Les brumes sèches et brumes de sable en particulier ne sont pas nouvelles. Des témoignages historiques le montrent, mais même dans des zones traditionnellement connues pour leur aridité comme la Mauritanie, l'étude des lithométéores montre que l'érosion éolienne s'aggrave nettement, depuis les années 1970 dans le cas de la Mauritanie, en raison d'un déficit pluviométrique et soit parce que le vent est plus fort, soit parce que les sols sont plus dégradés (facteur édaphique), ou pour ces deux raisons,. En Mauritanie on a observé une forte corrélation entre Trois facteurs : brumes sèches, tempêtes de sable et déficit pluviométrique, mais aussi avec la dégradation des sols.

## Causes météorologiques
Un facteur majeur est le vent : ce sont des tempêtes de sable qui ont lieu d'origine des nuages de sables et des brumes de sable qui se forment en aval (par rapport à la direction du vent). Éventuellement des trombes peuvent aussi soulever en altitude des poussières siliceuses ou autres.
Mais un second facteur, souvent très aggravant voire devenu une cause première sont les conditions d'érosion et dégradation des sols.
La pluviométrie et un facteur essentiel également. Les sols humides sont moins sensibles à l'érosion éolienne et la pluie rabat au sol les brumes sèches en nettoyant l'atmosphère.

## Composition
Les brumes de sables, contrairement à ce que leur nom pourrait laisser penser ne contiennent pas que du sable (silice). 
Elles contiennent aussi des sels, et - plus ou moins, selon la provenance du nuage - de nombreux minéraux, métaux et métalloïdes, ainsi que des molécules et particules d'origine microbienne et biologique telles que virus, bactéries, archées, champignons et endotoxines qui peuvent contribuer à certaines pathologies associés à la pollution de l'air. On peut notamment y trouver des particules géantes formées dans la troposphère à partir des sables de désert : les ibérulites.

## Quantités
Elles sont considérables ; après une première évaluation faite sur la base de mesures Lidar en un point unique par Iwasaka et al. (1982) ayant donné le chiffre de 1,63 million de tonnes lors d'un épisode sévère de brume de sable en 1979, une évaluation de la masse de sable jaune survolant ainsi le Japon aux latitude 30°-41°N a conclu à des masses comprises entre 3,5 et 4,5 × 106 tonnes au printemps, et de 4,1 à 5,3 × 106 tonnes par an pour cette seule région. Les auteurs notent que le diamètre moyen et maximal des particules varie significativement selon le lieu de mesure.

## Conséquences

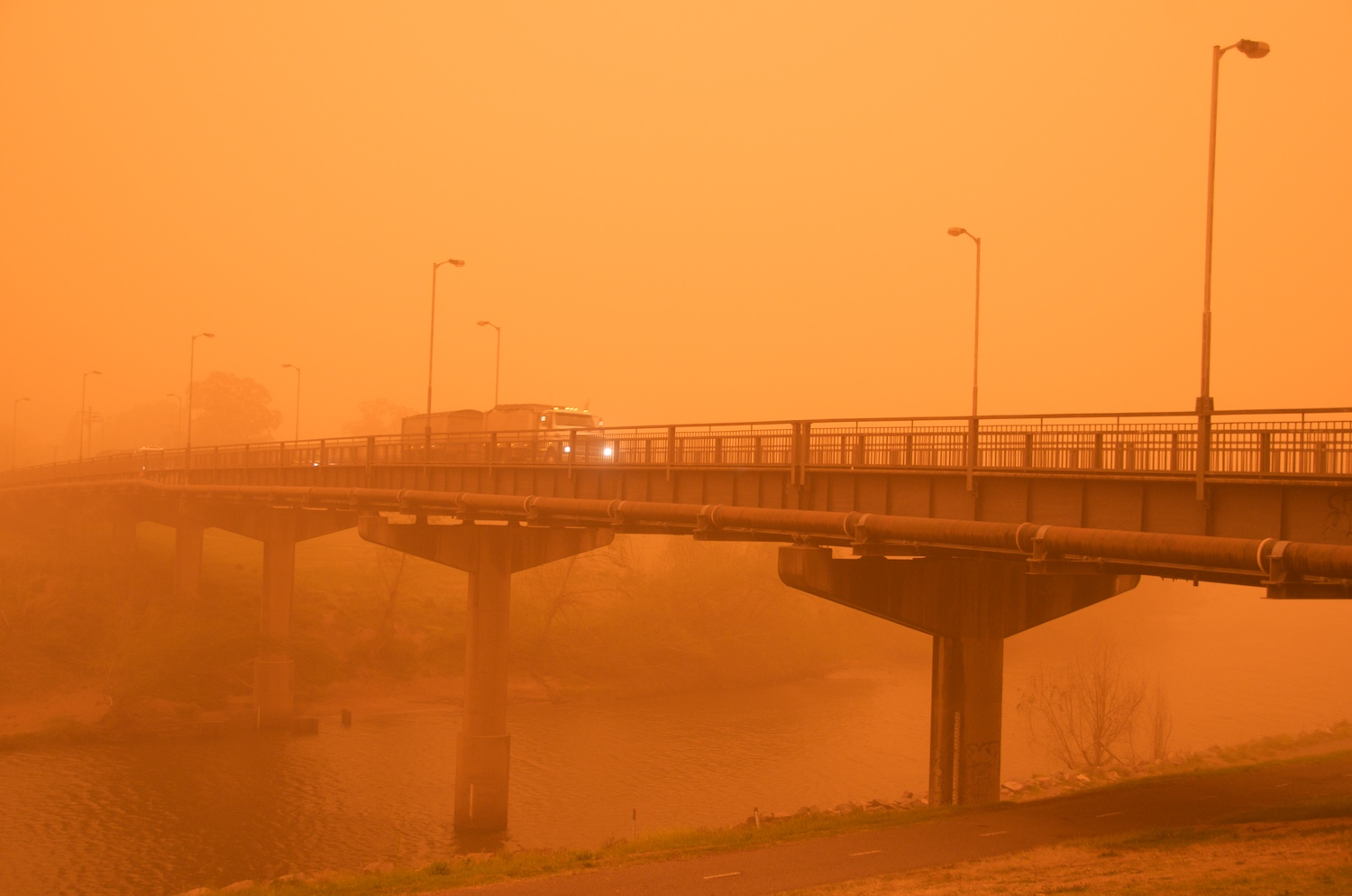
Au petit matin dans le New South Wales en Australie, lors d'un épisode sévère de brume de sable et de poussière en 2009

### Visuellement
La turbidité de l'atmosphère augmente alors qu'elle prend une teinte jaunâtre à rougeâtre (ou gris-bleutée quand les particules aéroportées sont foncées).  

Le disque solaire est moins visible, et la nuit les étoiles et la lune sont moins brillantes voire toutes invisibles.
Lors de ce phénomène ou à sa suite, des dépôts secs de poussières grises, ocre, voire rougeâtre sont parfois constatés (ou une coloration de la neige ou de la glace là où elles sont présentes).

### Physicochimie de l'atmosphère
Les particules en suspension sont sources d'une réflexion diffuse de la lumière solaire et parfois l'interrompent en partie.
La température diminue sous le nuage, de même que les radiations ultraviolettes. 

Les modifications des réactions photochimiques qui en découlent dans le nuage, au dessus de celui-ci et en dessous ne semblent pas encore bien étudiées ni comprises.

### Effets sur la santé
Dans la brume de sable, l'air est alors nettement moins respirable (effet semblable à celui d'une pollution particulaire), avec ces conséquences directes et indirectes, immédiates (et peut-être chroniques) pour la santé publique. 
Ces conséquences sont encore mal mesurées et mal comprises, dont en Europe quand elle est concernée par des brumes de sables sahariens. Mais à titre d'exemple : dans les îles méditerranéennes, une surmortalité a été récemment été constatée et signalée en période de brume de sable par exemple en Italie  ou à Chypre, en Espagne ; selon les données de santé collectées et analysées par un groupe de travail ad hoc (MeD-ParticleS Study group) : dans le sud de l'Europe le taux d'hospitalisation augmente significativement lors des épisodes de pollution par les PM10 aggravés par l'arrivée de nuages de poussières saharienne.
Ces effets ont été longtemps sous-estimés, car les relations de causes à effets n'étaient pas faciles à établir (une brume de sable peut survenir à des dizaines de milliers de km de la tempêtes qui l'a causée et plus d'une semaine après, ce n'est qu'avec les progrès des sciences de l'atmosphère et de l'imagerie satellitale que le lien de cause à effet est devenu absolument évident). Ainsi les envols de poussière saharienne causent des brumes de sable en Europe, mais aussi dans le bassin des caraïbes et dans les Antilles françaises, où l'on a très récemment (2018) montré qu'elles contribuent à la pollution particulaire de l'air en étant notamment une cause significative de naissances prématurées) et de problèmes pédiatriques. 
En période sèche ou chaudes notamment, peuvent s'y ajouter l'impact des panaches de fumées de feux de forêts, feux de brousse, feux d'abattis, d'écobuage et/ou de la pollution photochimique.

### Abrasion, usure de pièces mécaniques
Les sables et poussières en suspension peuvent être abrasifs et encrasser des filtres, des moteurs et donc endommager certains mécanismes mobiles (moteurs d'avions notamment).

### Effets sur l'environnement
Leurs effets directs et indirects, immédiats ou différés sur les climats locaux et régionaux sont encore peu étudiés.
Des effets sur la santé humaine étant observés, on peut supposer qu'il en existe aussi pour une partie de la faune ou d'autres compartiments de la biodiversité. 
Les retombées sèches et humides de particules minérales ont des impacts sur la qualité des eaux de ruissellement et donc sur les eaux douces superficielles. Certains minéraux contenus dans les dépôts, s'ils sont des oligoéléments rares sur le lieu où ils retombent, peuvent alors périodiquement jouer un rôle nutritif (voire eutrophisants), par exemple pour l'océan ou les sols pauvres et acides.
Les steppes semi-arides d'Afrique et d'Eurasie ainsi que les anciens écosystèmes humides tels que les îles Hawaï occidentales, le bassin de l'Amazone ou le bassin du Congo dépendent des brumes de sable des déserts et en particulier de celles provenant du Sahara, dans leur apport en phosphore pour maintenir leur productivité à long terme.

## Recommandations
La brume de sable, même d'origine naturelle est à considérer comme une pollution particulière de l'air. Il est recommandé ces jours là de ne pas aggraver le taux de particules par des feux de biomasse (déchets verts et écobuages notamment), de ne pas avoir d'activités physique intense, de maintenir les fenêtres fermées, d'éviter de sortir et en cas d'épisode sévère ou pour les personnes vulnérables de se protéger les yeux et les poumons au moyens de lunettes et d'un masque filtrant couvrant le nez et la bouche.

## Aspects préventifs
Les modélisations basées sur des capteurs météorologiques et l'imagerie satellitaire permettent d'annoncer le phénomène plusieurs jours à l'avance (Prévision météorologique). Ceci permet théoriquement aux populations concernées de mieux se préparer. 
Des pays fortement touchés comme la Corée du Sud, la Chine et le Japon coopèrent avec la NASA pour mieux prévoir et annoncer, grâce aux données satellitaires, l’arrivée et la durée des nuages de sable jaune. 
Dans les Antilles françaises, on étudie les effets sanitaires de ces nuages.

## Moyens de lutte
Le soutien en amont et à large échelle aux opérations de lutte contre la désertification et la dégradation des sols (sources de vents de sable) est le seul moyen de limiter les brumes de sable. Il a été promu et décidé en 2012 par le sommet de la Terre de Rio, via une convention internationale, mais souvent mis en échec.